# Брух, Клаус фом
Клаус фом Брух (нем. Klaus vom Bruch, род. 1952, Кёльн) — немецкий художник, работающий в области медиаискусства.

## Жизнь и творчество
Клаус фом Брух в 1975—1976 годах изучает концептуальное искусство в Калифорнийском институте искусств в Валенсии, затем — в 1976—1980 — философию в Кёльнском университете. Начиная с 1975 года Фои Брух работает с видео, с середины 1980-х занимается преимущественно инсталляциями. В 1970-х годах он совместно с Ульрикой Розенбах и Марселем Оденбахом создаёт продюсерскую группу ATV. В 1986 году художник завоёвывает премию Доротеи фон Штеттин. В 1992—1998 годах он — профессор в области медиаискусства в Высшей школе Карлсруэ. С 1999 года Брух — профессор в области медиаискусства в Академии изящных искусств Мюнхена. В 2000 году профессор преподавал в Колумбийском университете Нью-Йорка.

## Выставки
В 1980 году фом Брух участвует в XI биеннале в Париже. В 1984 — венецианском биеннале. В 1987 году — в работе выставки современного искусства documenta 8 в Касселе. В 1995 году он приглашается на выставку «Иллюзии-эмоции-реальность» в Доме искусства в Цюрихе. В 1996 он участвует в работе II биеннале в Лионе. В 2005 году его работы представлены на выставке «РАФ: Представляем террор» в Берлине. В 2006 — выставка «Верность романтики» в венском Доме искусств.
Работы Бруха можно увидеть в музеях Германии, США, Канады, Австрии, Нидерландов.